# Melanesthes
Melanesthes (лат.) — род жесткокрылых из семейства чернотелок (Tenebrionidae).

## Описание
Наружный край передних голеней неправильно зазубренный, фестончатый.

## Систематика
В составе рода:
- Melanesthes laticollis Gebler, 1830